# مزرعه‌چه
مزرعه‌چه یا مزرعچه یک روستا در ایران است که در بخش مرکزی شهرستان مبارکه در استان اصفهان واقع شده‌است.

## جمعیت
این روستا در دهستان دیزیچه قرار دارد و براساس سرشماری مرکز آمار ایران در سال ۱۳۸۵، جمعیت آن ۴۵۲ نفر (۱۲۶ خانوار) بوده‌است.